# Natal'ja Safronova
Natal'ja Andreevna Safronova (in russo Наталья Андреевна Сафронова?; Krasnojarsk, 6 febbraio 1979) è un'ex pallavolista russa.
Giocava nel ruolo di opposto.

## Carriera
La carriera di Natal'ja Safronova inizia nel 1994, tra le file della seconda squadra dell'Uraločka NTMK, dove trascorre quattro stagioni, ma senza alcun successo. Già nel 1995 viene convocata per la prima volta in nazionale. Proprio con la nazionale ottiene i migliori risultati di questo periodo, vincendo la medaglia di bronzo al World Grand Prix del 1996 e vincendo tre medaglie d'oro nell'anno successivo, rispettivamente al World Grand Prix, al campionato europeo e alla Grand Champions Cup.
Nel 1998, dopo la vittoria della medaglia d'argento al World Grand Prix e della medaglia di bronzo al campionato mondiale, va a giocare in Giappone nelle JT Marvelous, dove resta per una sola stagione. Nell'estate del 1999 vince nuovamente la medaglia d'oro al World Grand Prix e al campionato europeo e vince la medaglia d'argento alla Coppa del Mondo. Tra il 1999 ed il 2001 gioca di nuovo nella seconda squadra dell'Uraločka NTMK, continuando ad ottenere risultati di prestigio solo in nazionale: nel 2000 vince la medaglia d'argento al World Grand Prix e nel 2001 la medaglia di bronzo nuovamente al World Grand Prix, la terza medaglia d'oro consecutiva al campionato europeo e la medaglia d'argento alla Grand Champions Cup femminile 2001.
Dopo la stagione 2001-2002, giocata con la terza squadra dell'Uraločka NTMK, vince la medaglia d'oro al World Grand Prix e la medaglia di bronzo al campionato mondiale del 2002. Nello stesso anno, viene promossa in prima squadra nell'Uraločka NTMK, dove resta per due stagioni, vincendo altrettanti campionati. Durante questi anni, con la nazionale vince solo la medaglia d'argento al World Grand Prix del 2003.
Nel 2004 gioca la finale dei Giochi olimpici, perdendo contro la Cina. Sempre nello stesso anno, viene ingaggiata dallo Zareč'e Odincovo, dove resta per quattro stagioni, vincendo altrettante volte la Coppa di Russia e vincendo un campionato. Gioca anche due finali nelle coppe europee: la finale di Coppa CEV 2006-07, venendo però premiata come miglior schiacciatrice, e la finale di Champions League 2007-08. Anche durante questo periodo continua a vincere in nazionale, aggiudicandosi: due medaglie di bronzo al campionato europeo del 2005 e del 2007, una medaglia d'argento al World Grand Prix del 2006 e soprattutto vince il campionato mondiale dello stesso anno.
Nell'estate del 2008, dopo aver vinto la medaglia di bronzo al Trofeo Valle D'Aosta, si trasferisce alla Dinamo Mosca, aggiudicandosi subito il campionato russo, ma perdendo la seconda finale di Champions League consecutiva. Nell'estate del 2009 vince l'ennesima medaglia d'argento al World Grand Prix. Nella sua seconda stagione alla Dinamo Mosca vince la Coppa di Russia, senza però scendere in campo, infatti, viene ricoverata in ospedale in seguito ad un malore durante l'allenamento del 3 dicembre.
Resta in coma per due settimane e al suo risveglio non riesce né a parlare né a muoversi. Riesce a comunicare con la sua famiglia solo tramite gli occhi. A causa delle gravi condizioni e dell'impossibilità a muoversi e a parlare, viene ipotizzato il suo trasferimento in una clinica tedesca, così qualche giorno dopo viene trasferita in una clinica nei pressi di Colonia. All'inizio del mese di luglio del 2010 grazie ad un aereo speciale torna in Russia, per proseguire le cure mediche a Mosca.Nel 2011 si è unita in nozze con Sergey Molchanov assumendo quindi il cognome di Molchanova.Al momento Natal'ja riesce a sorridere e ha re-imparato a pronunciare i suoni e parole oltre a camminare.

## Palmarès

### Club
- Campionato russo: 4

2002-03, 2003-04, 2007-08, 2008-09
- Coppa di Russia: 5

2004-05, 2005-06, 2006-07, 2007-08, 2009-10

### Nazionale (competizioni minori)
- 2008 - Trofeo Valle D'Aosta:

### Premi individuali
- 2003 - Champions League: Miglior schiacciatrice
- 2007 - Coppa CEV: Miglior schiacciatrice